# Sarah Reinertsen
Sarah Reinertsen (Nueva York, 22 de mayo de 1975) es una comunicadora, periodista, autora, conferenciante y deportista estadounidense.
Se ha dedicado a competir como deportista en la modalidad paratriatlón, variante del triatlón para atletas con discapacidad. Es la primera atleta con discapacidad que logró completar el Ironman de Hawái en 2005.

## Biografía
Nacida en Nueva York, fue diagnosticada con deficiencia focal proximal femoral, una deficiencia congénita no hereditaria, por la que a la edad de siete años le fue amputada la pierna derecha por encima de la rodilla.
Se graduó en comunicación por la Universidad George Washington, y obtuvo también un máster de la Universidad del Sur de California. Sarah aprendió español y entrenó maratón en la universidad.
En 1992 formó parte del equipo estadounidenses para los Juegos Paralímpicos.
En 2005 a los 34 años, luego de doce años entrenando, se presenta por segunda vez en el Ironman de Hawái. Culminó la prueba en 15 horas, luego de nadar 3,8 kilómetros en mar abierto, realizar 180 kilómetros en bicicleta y correr 42,2 kilómetros.
En 2006 participó en el programa televisivo The Amazing Race. 
Ha sido modelo de portada de revistas como Triathlete magazine, Competitor Magazine Max Sports & Fitness magazine y en 2011 posó desnuda para la revista ESPN.
Trabajó como periodista deportiva para la cadena NBC, trabaja como oradora motivacional, es representante y modelo de empresas como Össur y Nike, entre otras.
Actualmente vive en California, Estados Unidos. 

## Libros
En 2009, pública el libro De un solo salto (In a Single Bound).

## Premios y honores
- 1991: mejor atleta femenina con discapacidad por el Comité Olímpico de Estados Unidos.
- 1998: atleta femenina del año, por New York Road Runners Club & Aquiles Track.
- 2003: Medalla de Oro en Nueva Zelanda.
- 2004: atleta estrella del año por el San Diego Hall of Champions Challenged.
- 2005: completa el Ironman de Hawái.
- 2006: Premio ESPY por mejor atleta femenina con discapacidad.
- 2006: Triatleta del Año por USAT.
- 2007: Medalla de Oro en Hamburgo.
- 2009: Medalla de Oro en Golden Cost.
- 2011: Medalla de Plata en Pekín.